# Gustaf Weman
Carl Gustaf Weman, född 13 juni 1855 på Aranäs herrgård i Gränna landsförsamling, död där 19 januari 1929, var en svensk ingenjör och jordbrukare.
Gustaf Weman var son till godsägaren Sten Gustaf Weman och Nanny Browninge de Cowley. Efter skolstudier i Jönköping genomgick han 1872–1876 skeppsbyggeriavdelningen vid Chalmers tekniska läroanstalt i Göteborg och praktiserade samtidigt under somrarna vid Lindholmens varv och mekaniska verkstad i Göteborg. Han hade anställning vid olika varv i England 1876–1877 och ägnade sig sedan åt skeppsbyggnadsverksamhet i Sverige. Då fadern avled 1880, ärvde Weman tillsammans med mor och syskon gården Aranäs, som han bebodde och brukade till sin död och ensamt ägde från 1917. Weman bedrev på Aranäs en betydelsefull och efter hand vida känd uppfödning och förädling av nötboskap av ayrshireras. Aranässtammen kom snart att bli den inom svensk ayrshireavel mest eftersökta och den av Svenska ayrshireförening fastställda, varjämte Aranäs 1906 blev statligt avelscentrum. 1928 sammanslogs svensk ayrshireras med rödbrokig svensk boskap till en enhetlig ras, kallad Svensk röd och vit boskap. Weman blev styrelseledamot i Svensk ayrshireförening 1907 och var vice ordförande där från 1923. För sin förtjänstfulla verksamhet prisbelönades han upprepade gånger. Bland annat erhöll han stora guldmedaljen 1911 av allmänna svenska lantbruksmötet i Örebro och 1917 av Jönköpings läns hushållningssällskap, vars förvaltningsutskott han tillhörde från 1899. 1925 invaldes han i Lantbruksakademien.